# ヨウ化アルミニウム
ヨウ化アルミニウム（Aluminium iodide）は、アルミニウムとヨウ素の2元素が含まれる無機化合物である。この物質名は常にAlI3の組成の化合物を指す。強ルイス酸であり、空気から保護しなければならない。

## 合成
アルミニウムとヨウ素または、ヨウ化水素と金属アルミニウムとの反応で得られる。

## 有機合成での利用
ヨウ化アルミニウムは特定のC-O結合やN-O結合を切断するのに使われる。例えば、アリールエステルの開裂やエポキシドの脱酸素である。

## ヨウ化アルミニウム(I)
「ヨウ化アルミニウム」という名称は通常、三ヨウ化物またはその二量体のことを指すが、実際には一ヨウ化物も存在する。しかし、AlIは室温では不安定であり、三ヨウ化物に変わる。
{\displaystyle {\ce {6 AlI -> Al2I6\ + 4Al}}}
一ヨウ化アルミニウムの実例となる誘導体に、トリエチルアミンとの環付加によって生成する {\displaystyle {\ce {AI4I4(NEt3)4}}} がある。

## 安全性
三ヨウ化アルミニウムは加水分解によって腐食性のヨウ化水素を遊離する。また、ルイス酸であるため皮膚を刺激する。